# Jim Bush

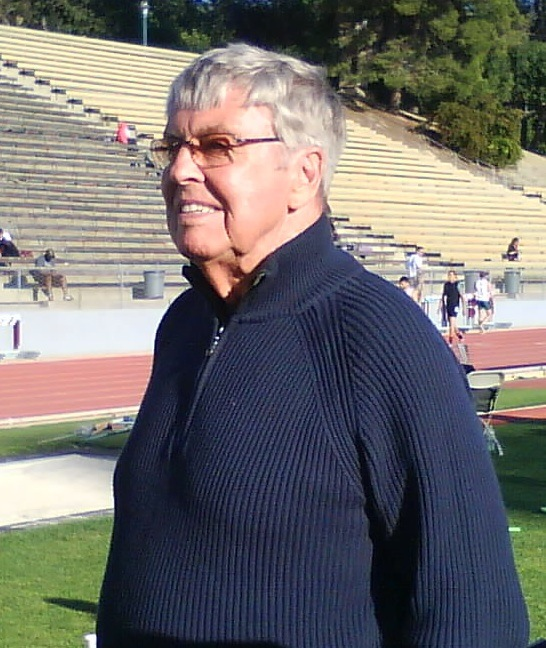
Jim Bush, 2011

Jim Bush (* 15. September 1926 in Cleveland, Ohio; † 10. Juli 2017) war ein US-amerikanischer Leichtathletiktrainer.

## Karriere
Nach Abschluss der High School meldete er sich 1944 freiwillig beim U.S. Navy Air Corps (Marineflieger) und wurde im Zweiten Weltkrieg in Südostasien noch eingesetzt. Von 1946 an besuchte er das Bakersfield Community College, das er mit einem Associate of Arts degree 1948 abschloss. Daraufhin bekam er von der renommierten University of California, Berkeley ein Stipendium für Leichtathletik (Hürdenlauf). Mit einem Bachelor-Examen in Sportwissenschaft (1951) begann er zunächst als Trainerassistent an der Berkeley High School zu arbeiten; in der Folge war er in 53 Jahren als Leichtathletiktrainer nur in Kalifornien, vor allem Südkalifornien tätig. Im Jahr darauf war er an der Fullerton High School als Sportlehrer und Cheftrainer, ehe er von 1959 am Fullerton Junior College erstmals nur Trainer war. Mit Fullerton JC hatte er die wohl erfolgreichste amerikanische Junior-Collegemannschaft aller Zeiten, ehe er 1961 die Mannschaft des Occidental College übernahm. Im Herbst 1964 wurde er schließlich Cheftrainer der UCLA, was er bis 1984 blieb. In den Vergleichskämpfen hatte er mit 152 Siegen zu 21 Niederlagen eine nie wieder erreichte Quote. Er wurde hierbei siebenmal Amerikanischer Mannschaftsmeister und trainierte 30 Olympiateilnehmer.
Nach einer Bandscheibenoperation im Nacken ging er an der UCLA in den vorzeitigen Ruhestand. Nach erfolgreicher Rehabilitation wurde er von 1988 bis 1989 Trainerassistent beim Erbfeind der UCLA, der University of Southern California, von 1990 bis 1994 war er Cheftrainer der USC. Hier musste er erstmals auch Frauen trainieren. Wegen sexistischer Äußerungen wurde er jedoch bereits 1992 von den Aufgaben als Frauentrainer entbunden. Außerdem arbeitete er als Sprinttrainer bei den Los Angeles Dodgers, den Los Angeles Kings, den Los Angeles Lakers und Los Angeles Raiders (mit denen er 1984 den Super Bowl gewann) und trainierte außerdem einzelne Profisportler individuell.
1979 war er Cheftrainer der amerikanischen Mannschaft bei den Panamerikanischen Spielen. Er war zweimal amerikanischer Leichtathletiktrainer des Jahres, wurde in die 1987 National Track and Field Hall of Fame, die United States Track Coaches Association Halls of Fame und die UCLA Hall of Fame aufgenommen und war 1972/73 der Präsident der amerikanischen Leichtathletiktrainer. Kaum ein anderer Trainer hatte die Leichtathletik Südkaliforniens so geprägt wie Jim Bush. Die Südkalifornischen Meisterschaften sind nach ihm benannt.
Er trainierte u. a. Wayne Collett, Benny Brown, Bob Day, Greg Foster, Ron Copeland, Willie Banks, John Brenner, Quincy Watts, Arnd Krüger, Don Domansky, John Smith, warf Dwight Stones (damals schon Weltrekordler im Hochsprung) aus der Mannschaft, weil dieser nur bei drei Wettkämpfen im Jahr teilnehmen wollte.

## Training
Jim Bush war der Experte für Hürdenlauf und Sprints bis 800 m. Im Gegensatz zu der gängigen Trainingslehre der Zeit setzte Bush seine Läufer regelmäßig im Wettkampf mehrfach ein. Dass Sprinter vier bis fünf Starts innerhalb von 150 Minuten machen mussten (100 m, 200 m, 400 m, eine oder beide Staffeln) war nicht ungewöhnlich. Die hohe anaerobe Leistungsfähigkeit wurde in der Vorbereitungsperiode durch Bergaufläufe (bis 400 m Länge) geschult und durch umfangreiches Krafttraining vorbereitet.